# Коссак-Тарнавський Зенон
Зено́н Ко́ссак (псевдо: «Конашевич», «Сакко», «Тарнавський»; *1 квітня 1907, м. Дрогобич — †18 березня 1939, біля смт. Буштино, за іншими даними 19 березня, смт. Солотвино) — український політичний і військовий діяч, провідний член УВО і ОУН, автор 44-х правил життя українського націоналіста, бойовий референт Крайової Екзекутиви ОУН на ЗУЗ (02.1929-12.1929), керівник організаційної референтури Української Військової Організації (з кінця 1930), заступник начальника Генштабу Карпатської Січі (19.01.1939—19.03.1939). Борець  за незалежність України у ХХ сторіччі.

## Юнацькі роки
Народився у м. Дрогобичі (тепер Львівська область) в родині Коссаків гербу Кос. У 1926 році закінчив Дрогобицьку гімназію. Вивчав право у Львівському університеті. Був одним з організаторів і лідерів молодіжного націоналістичного руху в Галичині.
В середині 1920-х рр. створив у Дрогобичі осередок Організації Вищих Класів Українських Гімназій, згодом увійшов до проводу Союзу Української Націоналістичної Молоді.

## Діяльність в ОУН

Зліва Степан Охримович, у центрі Зенон Коссак, Лев Крисько.

На початку лютого 1929 р., ставши членом Організації Українських Націоналістів, був затверджений Євгеном Коновальцем бойовим референтом Крайової Екзекутиви ОУН на ЗУЗ, а з 1930 — заступником бойового референта Романа Шухевича.

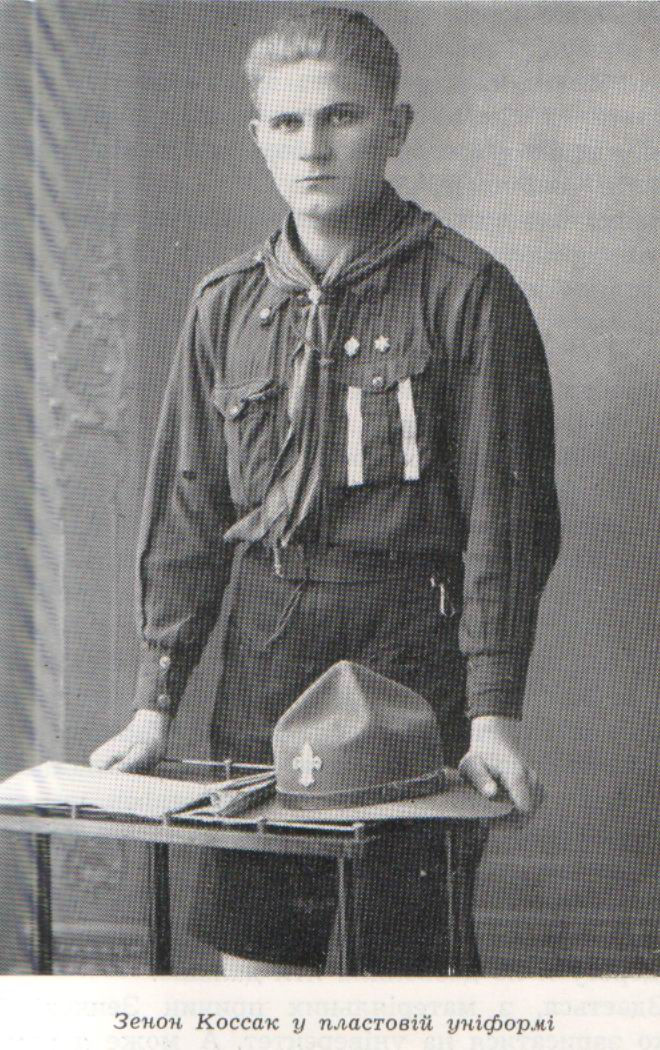
Пластун Зенон Коссак у однострої

Організував дрогобицьку бойову групу Української Військової Організації (Левко Крисько, Василь Білас, Дмитро Данилишин, Михайло Гнатів та член «п'ятірки» під псевдо «Оса»), яка згодом особливо відзначилася під час проведення збройних акцій як проти польських окупаційних органів в цілому, так і проти окремих їх представників (експропріаційні акції у Бориславі (31.7.1931), Трускавці (8.8.1931), Городку (30.11.1932), замахи на таємного агента поліції Я. Буксу (24.8.1931) і начальника східного відділу міністерства внутрішніх справ Польщі Тадеуша Голувка (29.8.1931).
Наприкінці 1930 очолив організаційну референтуру Української Військової Організації. Співпрацював у «Бюлетені КЕ ОУН на ЗУЗ».

## Арешти і тюрми
Неодноразово заарештовувався польською службою безпеки-дифензивою (популярна назва — «двуйка», «двійка»). У червні 1933 і січні 1934 на судових процесах у Львові засуджений до 8-річного ув'язнення за приналежність до ОУН і співучасть у нападі на пошту в Городку. Присуд відбував у тюрмі для українських політичних в'язнів у Вронках (Познанське воєводство, Польща). Цікавий факт в тому, що разом з Зеноном Коссаком у в'язниці сидів відомий націоналіст пропагандист Дужий Петро Атанасійович.
За 1000 злотих хабаря, який дали друзі польським посадовцям, зумів уникнути смертної кари.

## Діяльність у Карпатській Січі
Після звільнення став одним з активних організаторів Організації Національної Оборони «Карпатська Січ», в 1939 призначений помічником начальника штабу ОНОКС Михайла Колодзінського.
Начальник відділу Преси і Пропаганди, ад'ютант коменданта Карпатської Січі.
Автор 44-х правил життя українського націоналіста.
Загинув 18 березня 1939, відстоюючи незалежність Карпатської України в боях проти угорських загарбників в районі селища Буштино.
За іншими даними, був розстріляний мадярськими окупантами в селищі Солотвино 19 березня спільно із М.Колодзінським і ще 15 січовиками.

## Вшанування пам'яті
Розпорядженням голови Закарпатської обласної адміністрації вулицю Борканюка у селищі Буштино перейменовано на Зенона Коссака.
У місті Дрогобич вулицю Костянтина Станіславського перейменували на вулицю Зенона Коссака «Тарнавського».